# Comuna Nove, Tokmak
Nove (în ucraineană Нове) este o comună în raionul Tokmak, regiunea Zaporijjea, Ucraina, formată din satele Ciîstopillea, Harkove, Mîrne, Nove (reședința), Pșenîcine și Rivne.

## Demografie
Componența lingvistică a comunei Nove
     Ucraineană (82,15%)
     Rusă (17,43%)
     Alte limbi (0,3%)
Conform recensământului din 2001, majoritatea populației comunei Nove era vorbitoare de ucraineană (82,15%), existând în minoritate și vorbitori de rusă (17,43%).